# Cormac McCarthy
Cormac McCarthy (nato Charles Joseph McCarthy Jr.; Providence, 20 luglio 1933 – Santa Fe, 13 giugno 2023) è stato uno scrittore, drammaturgo e sceneggiatore statunitense.

## Biografia
Figlio di un avvocato di successo e terzo di sei figli, McCarthy nacque a Providence, nel Rhode Island, il 20 luglio 1933. Si trasferì con la famiglia nel Tennessee nel 1937, dove, a Knoxville, frequentò una scuola cattolica. Nel 1951 iniziò a frequentare l'Università del Tennessee, ma due anni dopo si arruolò nell'esercito, dove rimase per quattro anni, due dei quali passati in Alaska, dove condusse anche un programma radiofonico. Nel 1957, tornato nel Tennessee, riprese l'università, durante la quale scrisse due racconti (Wake for Susan e A Drowning Incident) pubblicati in un giornale di studenti, The Phoenix, che gli valsero ciascuno il premio Ingram-Merril, nel 1959 e nel 1960.
Nel 1961 sposò Lee Holleman, da cui ebbe un figlio, Cullen. Lasciati gli studi senza laurea, si trasferì con la famiglia a Chicago, ma al ritorno in Tennessee, nella Sevier County, il matrimonio finì. Il primo romanzo di McCarthy, Il guardiano del frutteto (The Orchard Keeper), giunse all'editore Random House, poiché si diceva fosse l'unico di cui McCarthy avesse mai sentito parlare. Albert Erskine, già editor di William Faulkner, lo prese in carico tra i suoi autori e avrebbe continuato a pubblicarlo per vent'anni. Nel 1965, grazie a una borsa di studio data dall'American Academy of Arts and Letters, si imbarcò sul «Sylvania», con l'intento di visitare l'Irlanda. Qui si innamorò di Anne De Lisle, la cantante della nave, con la quale si sposò l'anno seguente, in Inghilterra.
In seguito a una nuova borsa di studio, questa volta offertagli dalla Fondazione Rockefeller, riuscì a fare ulteriori viaggi, questa volta verso l'Europa del sud. Si fermò a Ibiza, dove concluse il secondo romanzo, Il buio fuori (Outer Dark), prima di tornare negli Stati Uniti, nel 1968, dove il manoscritto aveva già trovato il consenso di buona parte della critica. Nel 1969 tornò nel Tennessee, a Louisville, dove comprò un fienile e scrisse Figlio di Dio (Child of God), pubblicato poi nel 1973. Nel 1976 si separò anche da Anne De Lisle e si trasferì a El Paso, in Texas. Nel 1979 pubblicò Suttree, da alcuni critici considerato il vero capolavoro di McCarthy (uscito in Italia solo nell'ottobre 2009). Nel 1985 diede alle stampe Meridiano di sangue (Blood Meridian, or The Evening Redness in the West), definito dal critico statunitense Harold Bloom come "il western definitivo".
Dal 1992 al 1998 lavorò alla cosiddetta Trilogia della frontiera (Border Trilogy), composta dai romanzi Cavalli selvaggi (All the Pretty Horses), Oltre il confine (The Crossing) e Città della pianura (Cities of the Plain), una raccolta incentrata sulle avventure dei due cowboy John Grady Cole e Billy Parham. Dal primo titolo fu liberamente tratto un film del 2000 diretto da Billy Bob Thornton e intitolato in Italia Passione ribelle (con Matt Damon e Penélope Cruz). Nel 2005 uscì il thriller Non è un paese per vecchi (No Country for Old Men), che, grazie alla trasposizione cinematografica a opera dei fratelli Coen, e che vede nel cast principale Tommy Lee Jones, Josh Brolin e Javier Bardem, fece conoscere McCarthy a un pubblico più ampio, soprattutto al di fuori degli Stati Uniti. Nel 2007 pubblicò La strada (The Road), che prosegue nello stile dei romanzi anni novanta, ma con un'ambientazione fantascientifico-catastrofica, vincitore del Premio Pulitzer per la narrativa. Nel 2009 anche da questo romanzo era stato realizzato l'adattamento per il grande schermo. Il film, intitolato The Road, è diretto da John Hillcoat, su sceneggiatura di Joe Penhall, con Viggo Mortensen e Kodi Smit-McPhee nei ruoli principali. Anche da Meridiano di sangue e da Città della pianura sono state annunciate trasposizioni cinematografiche (rispettivamente per la regia di Todd Field e Andrew Dominik).
McCarthy viveva nel Nuovo Messico, a Tesuque, con la moglie Jennifer Winkley e il figlio John. Era molto attivo nella comunità locale di Santa Fe e soprattutto nel "Santa Fe Institute", fondato da un suo amico, il fisico Murray Gell-Mann, e tuttavia non frequentava il mondo letterario e mondano come ci si aspetterebbe da uno scrittore di grande fama (benché assai più in patria che all'estero). In questo senso fu definito uno degli "invisibili" (con J. D. Salinger e Thomas Pynchon). Harold Bloom sostenne che McCarthy faceva parte dei "magnifici quattro" della narrativa contemporanea stelle & strisce; gli altri sono Thomas Pynchon, Don DeLillo e Philip Roth. Nel 2008 a McCarthy fu tributato il premio PEN/Saul Bellow Award For Achievement in American Fiction. Nel 2009, la vecchia Olivetti Lettera 32 di Cormac McCarthy, pagata 50 dollari nel 1963, fu battuta all'asta per 254.500 dollari, integralmente devoluti in beneficenza.
Nel 2022 escono due suoi romanzi, sedici anni dopo l'uscita de La strada, dal titolo Il passeggero (The Passenger) e Stella Maris. I due libri formano una diade e vedono come rispettivi protagonisti Bobby e Alicia Western, un fratello e una sorella, le cui vicende si intrecciano nelle due distinte opere, definite "thriller-esistenziali". Il 2 maggio 2023 e il 26 settembre 2023, rispettivamente, escono le traduzioni italiane presso Einaudi.
Il 13 giugno 2023 viene annunciata la morte di Cormac McCarthy, avvenuta "serenamente e per cause naturali" nella cittadina di Santa Fe dove viveva ormai da decenni, quasi un mese prima del suo novantesimo compleanno.

## Opere

### Narrativa

#### Romanzi
- Il guardiano del frutteto (The Orchard Keeper, 1965), collana Collana Supercoralli, traduzione di Silvia Pareschi, Torino, Einaudi, 2002, ISBN 978-88-061-5992-4.
- Il buio fuori (Outer Dark, 1968), collana Collana Supercoralli, traduzione di Raul Montanari, Torino, Einaudi, 1997, ISBN 978-88-061-4286-5.
- Figlio di Dio (Child of God, 1973), collana Collana Supercoralli, traduzione di Raul Montanari, Torino, Einaudi, 2000, ISBN 978-88-061-5070-9.
- Suttree (Suttree, 1979), traduzione di Maurizia Balmelli, Collana Supercoralli, Torino, Einaudi, 2009, ISBN 978-88-061-4440-1.
- Meridiano di sangue (Blood Meridian; or, The Evening Redness in the West, 1985), collana Collana Supercoralli, traduzione di Raul Montanari, Torino, Einaudi, 1996, ISBN 978-88-061-4193-6.
- Trilogia della frontiera (Border Trilogy), Prefazione di Alessandro Baricco, Collana SuperET, Torino, Einaudi, 2008, ISBN 978-88-061-9411-6.
  - Cavalli selvaggi (All the Pretty Horses, 1992), traduzione di Riccardo Duranti, Napoli, Guida, 1993; traduzione di Igor Legati, Torino, Einaudi, 1996
(vincitore del National Book Award 1992 e del National Book Critics Circle Award 1992)
  - Oltre il confine (The Crossing, 1994), traduzione di Rossella Bernascone e Andrea Carosso, Collana Supercoralli, Torino, Einaudi, 1995, ISBN 978-88-061-3678-9.
  - Città della pianura (Cities of the Plain, 1998), traduzione di Raul Montanari, Collana Supercoralli, Torino, Einaudi, 1999, ISBN 978-88-061-5060-0.
- Non è un paese per vecchi (No Country for Old Men, 2005), traduzione di Martina Testa, Collana Supercoralli, Torino, Einaudi, 2006, ISBN 978-88-061-7967-0.
- La strada (The Road, 2006), traduzione di Martina Testa, Collana Supercoralli, Torino, Einaudi, 2007, ISBN 978-88-061-8582-4.
(vincitore del James Tait Black Memorial Prize 2006 e del Pulitzer Prize for Fiction 2007)
- Il passeggero (The Passenger, 2022), traduzione di Maurizia Balmelli, Collana Supercoralli, Torino, Einaudi, 2023, ISBN 978-88-062-5957-0.
- Stella Maris (2022), traduzione di Maurizia Balmelli, Collana Supercoralli, Torino, Einaudi, 2023, ISBN 978-88-062-5958-7.

#### Racconti
- Wake for Susan, 1959;
- A Drowning Incident, 1960;
- The Dark Waters, 1965.

### Saggi
- The Kekulé Problem, 2017 - scritto per il Santa Fe Institute, esplora l'origine del linguaggio.

### Teatro
- Sunset Limited (The Sunset Limited: A Novel in Dramatic Form, 2006), traduzione di Martina Testa, Collana L'Arcipelago n.137, Torino, Einaudi, 2008, ISBN 978-88-061-9217-4.
- Il tagliapietre (The Stonemason: A Play in Five Acts, 1995), traduzione di Maurizia Balmelli, Collana Supercoralli, Torino, Einaudi, 2025, ISBN 978-88-06-26514-4.

## Filmografia
- The Gardener's Son, regia tv di Richard Pearce (per la serie Visions) (1976) - film TV
- Cavalli selvaggi è stato trasposto nel film Passione ribelle, regia di Billy Bob Thornton (2000)
- Non è un paese per vecchi, regia di Joel ed Ethan Coen (2007)
- The Road, regia di John Hillcoat (2009)
- Outer Dark, adattato e diretto da Stephen Imwalle (2009)
- Sunset Limited (The Sunset Limited), regia di Tommy Lee Jones (2011) - film TV
- The Counselor - Il procuratore (The Counselor), regia di Ridley Scott (2013)
- Child of God, regia di James Franco (2013)

### Sceneggiature
- Cities of the Plain, 1978 (non pubblicato)
- Whales and Men Late, anni Ottanta (non pubblicato)
- No Country for Old Men, 1987 (non pubblicato)
- The Gardener's Son: A Screenplay, 1996 (ma scritto nel 1976)
- The Counselor - Il procuratore (The Counselor), 2013, regia di Ridley Scott
  -  The Counselor. Il procuratore, traduzione di Maurizia Balmelli, Collana I Coralli, Torino, Einaudi, 2013, ISBN 978-88-062-1833-1.

### Produttore
- The Counselor - Il procuratore (The Counselor), regia di Ridley Scott (2013)

## Riconoscimenti
- 1959 e 1960 – Premio Ingram-Merrill
- 1966 – Premio William Faulkner Foundation[11]
- 1992 – National Book Award per la narrativa e National Book Critics Circle Award per Cavalli selvaggi (All the Pretty Horses)
- 2007 – Premio Pulitzer per la narrativa per La strada (The Road)[12]